# Drac de Champoléon
Der Drac de Champoléon (auch Drac Blanc genannt) ist ein kleiner Gebirgsfluss im Südosten von Frankreich, der im Département Hautes-Alpes der Region Provence-Alpes-Côte d’Azur nordöstlich der Stadt Gap verläuft.

## Geographie

### Verlauf
Der Drac de Champoléon entspringt im Nationalpark Écrins an der Nordwest-Flanke der Pointes de Rougnoux (3179 m) im nordwestlichen Gemeindegebiet von Champoléon. Der Fluss verläuft in einer Kurve von West nach Süd durch ein sehenswertes Hochtal, umrundet dabei die Aiguille de Cédèra (2909 m) und mündet nach insgesamt rund 17 Kilometern im Gebiet derselben Gemeinde Champoléon als rechter Nebenfluss in den Drac, der bis zu diesem Zusammenfluss auch Drac Noir genannt wird.

### Orte am Fluss
(Reihenfolge in Fließrichtung)
- Refuge du Pré de la Chaumette, Gemeinde Champoléon
- Les Baumes, Gemeinde Champoléon
- Champoléon
- Le Clapier, Gemeinde Champoléon